# Port Waikato
Port Waikato es una población en la ribera sur del río Waikato, en su desembocadura al mar de Tasmania, en el norte de Nueva Zelanda. 
Ahora una pequeña población de menos de 300 habitantes, fue un importante puerto durante las Guerras de tierra de Nueva Zelanda del siglo siglo XIX. El puerto tiene un muelle, establecido en 1893, un restaurante, una biblioteca, salón comunitario, estación de bomberos, club de surf, club de yate y un activo club de pesca.
Port Waikato es un bien conocido centro de surf, destino de pesca de arenque neozelandés (Galaxiidae) y un popular punto vacacional. 
Justo al sur del pueblo se encuentran espectaculares afloramientos donde se rodó la trilogía cinematográfica de El Señor de los Anillos.
Un campamento escolar se estableció cerca del pueblo en los años 1920.
- Datos: Q6981004
- Multimedia: Port Waikato / Q6981004